# Benkovac
Benkovac (en italiano Bencovazzo) es una ciudad de Croacia en el condado de Zadar.

## Historía
Los primeros vestigios de vida humana en la zona de Benkovac fueron encontrados alrededor de la aldea de Smilčić que pertenecieron a la cultura de Danilo. Antes de la conquista romana de la zona fue habitada por la tribu de los ilirios Liburnians. Durante la guerra civil romana del Liburnians lado de César. Los romanos mencionar los siguientes asentamientos liburnios: Nedinum (Nadin), Carinium (Karin), Varvaria (Bribir) y Asseria (Podgrađe). En el siglo séptimo de la zona fue poblada por croatas. La zona de Benkovac estaba en la encrucijada de cuatro croata de Župa - Novljanska, Sidraška, Bribirska y Karinska. Cerca de la localidad de Sopot una inscripción del siglo noveno que se encontró y se menciona como un duque Branimir croata.
En 1409 el rey Ladislao de Nápoles vendió sus derechos de Dalmacia a la República de Venecia y el área de Benkovac se convirtió en una región fronteriza. Nuevas fortalezas alrededor de la frontera fueron construidos - Korlat, Kličevica, Polača, y detrás de ellos Benković i Perusic. La fortaleza de Benković lleva el nombre de la familia de nobles que la construyó y la ciudad de Benkovac se estableció. En 1527 se convirtió en Benkovac parte del Imperio Otomano. Fue colocado antes por los croatas, serbios ortodoxos y Bunjevci y Vlahs. En 1683 se convirtió en Benkovac parte de la República de Venecia. La zona fue bombardeada por los Aliados durante la Segunda Guerra Mundial.
Durante la Guerra de la Independencia de Croacia, Benkovac era un centro de agitación y de las hostilidades entre croatas y serbios. El 17 de marzo de 1990, las tensiones estallaron cuando grupos de serbios se rebelaron contra la decisión del Gobierno croata para desarmar a la policía local en el que los serbios eran la mayoría de los empleados. Durante ese tiempo el gobierno de Croacia continuó armando a fuerza de la policía y los paramilitares en las aldeas de mayoría croata. Las tensiones continuaron a hervir, y cinco meses después, Benkovac se incluyó en la República Serbia de Krajina. Cinco años después, el 5 de agosto, Benkovac fue recuperada por el ejército croata durante la Operación Tormenta.

## Geografía
Se encuentra a una altitud de 184 m s. n. m. a 298 km de la capital nacional, Zagreb. Está localizado en la llanura de Ravni Kotari y la meseta cárstica de Bukovica cumplir, a 20 km de la ciudad de Biograd na Moru y 30 km de Zadar. La autopista Zagreb-Split y Zadar-Knin pasan por la ciudad. Limita con los municipios de Novigrad, Posedarje, Obrovac, Ostrovičke Lisane, Kistanje y Stankovci.

## Demografía
En el censo 2011 el total de población de la ciudad fue de 11 026 habitantes, distribuidos en las siguientes localidades:
- Benkovac - 2 866
- Benkovačko Selo - 789
- Bjelina - 92
- Brgud - 13
- Bruška - 113
- Buković - 526
- Bulić - 147
- Dobra Voda - 113
- Donje Biljane - 102
- Donje Ceranje - 22
- Donji Karin - 174
- Donji Kašić - 63
- Donji Lepuri - 174
- Gornje Biljane - 170
- Gornje Ceranje - 62
- Islam Grčki - 150
- Kolarina - 39
- Korlat -353
- Kožlovac - 20
- Kula Atlagić - 184
- Lisičić - 263
- Lišane Tinjske - 97
- Medviđa - 140
- Miranje - 303
- Nadin - 406
- Perušić Benkovački - 153
- Perušić Donji - 123
- Podgrađe - 87
- Podlug - 177
- Popovići - 210
- Pristeg - 316
- Prović - 93
- Radošinovci - 238
- Raštević - 468
- Rodaljice - 67
- Smilčić - 248
- Šopot - 281
- Tinj - 530
- Vukšić - 513
- Zagrad - 85
- Zapužane - 56

| Gráfica de población de Benkovac 1857-2011                          |
|                                                                     |
| Según los censos de población de la oficina estadística de Croacia. |